# سر چشمه (جماعت)
سر چشمه  جماعت و شهرکی در جنوب غربی کشور تاجیکستان است که در ناحیهٔ شورآباد ولایت ختلان قرار دارد. جمعیت این جماعت ۹۳۳۹ است.